# Lengwe Kapotwe
Lengwe Kapotwe (* April 1980) ist ein ehemaliger sambischer Fußballspieler, der 2009 unerwartet zu einem Länderspieleinsatz für die sambische Fußballnationalmannschaft kam.

## Werdegang
Kapotwe spielt seit 2007 für den englischen Klub Ockham F.C., der seinen Spielbetrieb in der Premier Division der Guildford and Woking Alliance League, der 14. Ligaebene im englischen Fußball, hat. 
Für ein Freundschaftsspiel zwischen Sambia und Ghana am 12. August 2009 im Stadion Brisbane Road in London standen wegen administrativer Versäumnisse (zu späte Beantragung von Visa) zunächst nur neun sambische Nationalspieler zur Verfügung, daher wurden mit Kapotwe, Kasase Kabwe und Lyson Zulu kurzfristig drei in Großbritannien ansässige Sambier für das Spiel rekrutiert. Kapotwe war zu Spielbeginn einziger Ersatzspieler Sambias, musste aber bereits nach acht Minuten für den verletzten Nyambe Mulenga aufs Feld. Nachdem kurz vor der Halbzeit die beiden in Israel tätigen Nationalspieler Emmanuel Mayuka und William Njovu am Stadion eintrafen, wurde er gemeinsam mit Kabwe in der Halbzeitpause wieder ausgewechselt.